# Rio Candeias
Rio Candeias är ett vattendrag i Brasilien.   Det ligger i delstaten Rondônia, i den centrala delen av landet, 1 900 km väster om huvudstaden Brasília.
I omgivningarna runt Rio Candeias växer i huvudsak städsegrön lövskog. Runt Rio Candeias är det mycket glesbefolkat, med 2 invånare per kvadratkilometer.